# Milice volontaire anticommuniste

Emblème de la Milice volontaire anticommuniste.

La Milice volontaire anticommuniste (en italien : Milizia volontaria anticomunista, MVAC, ou M.V.A.C., ou encore Bande V.A.C., le terme de Banda, pluriel Bande - en français, Bandes - pouvant désigner en italien des unités militaires irrégulières) était le nom collectif donné à un ensemble de formations paramilitaires en Yougoslavie occupée durant la Seconde Guerre mondiale, et utilisées par les autorités de l'Italie fasciste pour lutter contre les Partisans communistes de Tito.

## Histoire
En 1941, les Italiens commencent à utiliser des troupes irrégulières pour lutter contre les différentes organisations locales de résistance, au Monténégro, en Bosnie-Herzégovine, dans la Lika et en Dalmatie. C'est en Dalmatie que ces forces paramilitaires sont les mieux organisées et que le terme de  Milice Volontaire anticommuniste est pour la première fois utilisé. L'existence de la MVAC est formalisée le 19 juin 1942 par un accord conclu entre le général italien Mario Roatta et Ante Pavelić, chef de l'État indépendant de Croatie.
Le nom de MVAC est utilisé, dans la pratique, pour désigner un ensemble de groupes souvent disparates, aux statuts variables. Certains groupes armés incorporés dans laMVAC ont le statut de « Bandes légalisées » encadrées de manière inégalement rapprochée par des officiers italiens,  de « Bandes non légalisées », dont seuls les chefs entretiennent ponctuellement des contacts avec le commandement italien, ou bien de véritables troupes auxiliaires contrôlées de manière plus stricte. En Slovénie, les hommes des Gardes de villages et de l'Alliance slovène (collectivement désignés par les communistes locaux sous le nom de « Garde blanche », ou Bela garda) sont incorporées à la MVAC. Les Italiens utilisent des troupes aux origines ethniques variées, comptant environ deux tiers de serbes orthodoxes, jugés meilleurs combattants, et un tiers de catholiques (croates, slovènes) et de musulmans. L'effectif global de la MVAC monte jusqu'à 26 500 hommes. Ilija Trifunović-Birčanin, responsable des Tchetniks en Bosnie-Herzégovine, Dalmatie et dans la Lika, devient responsable de la MVAC locale pour lutter contre les communistes, Roatta comptant ainsi affaiblir le contrôle de Draža Mihailović sur les partisans monarchistes.
La MVAC cesse d'exister en septembre 1943 avec le retrait italien de Yougoslavie. Une offensive menée par les Partisans disperse les groupes composant la milice, en tuant une partie de ses effectifs.  En Slovénie, les effectifs de la Milice sont en partie incorporés à la Garde nationale slovène, tandis que les Tchetniks de Croatie et de Bosnie-Herzégovine continuent d'opérer sans l'appellation MVAC.